# Horodiștea, Iași
Horodiștea este un sat în comuna Cotnari din județul Iași, Moldova, România.